# 布羅尼 (羅茲省)
布羅尼（波蘭語： [ˈbrɔnɨ]）是波蘭罗兹省庫特諾縣的一個村莊，它位於庫特諾以南約12公里（7英里），人口80人。
1975年到1998年，屬普沃茨克省。

## 詞源
布羅尼的名字來自波蘭語中的農具“耖”。